# Android TV
Android TV ist ein Betriebssystem für TV-Geräte, das vom Technologieunternehmen Google entwickelt wird. Das System basiert auf Googles mobilem Betriebssystem Android, das für die besonderen Nutzungsbedingungen auf Fernsehgeräten reduziert und angepasst ist. Das Betriebssystem kann dabei sowohl direkt in den Fernsehgeräten (Smart-TV) als auch in separaten Set-Top-Boxen integriert werden. Durch Assistenzfunktionen werden Elemente des interaktiven Fernsehens möglich.

## Geschichte
Android TV wurde am 25. Juni 2014 bei der Google I/O ursprünglich als Nachfolger für Google TV vorgestellt, im September 2020 wurde Google TV als zusätzliches Angebot jedoch wiederbelebt. Im November 2014 wurde das erste Gerät mit Android TV, der Nexus Player, der von Google in Kooperation mit Asus entwickelt wurde, vorgestellt.
Am 30. September 2020 stellte Google in einer Online-Präsentation ein neues Produkt unter dem ehemaligen Markennamen Google TV vor. Es handelt sich um eine Oberfläche für Android TV in Version 11, die auf dem Smart-TV-Stick Chromecast (4. Generation) installiert ist.

## Funktionsweise

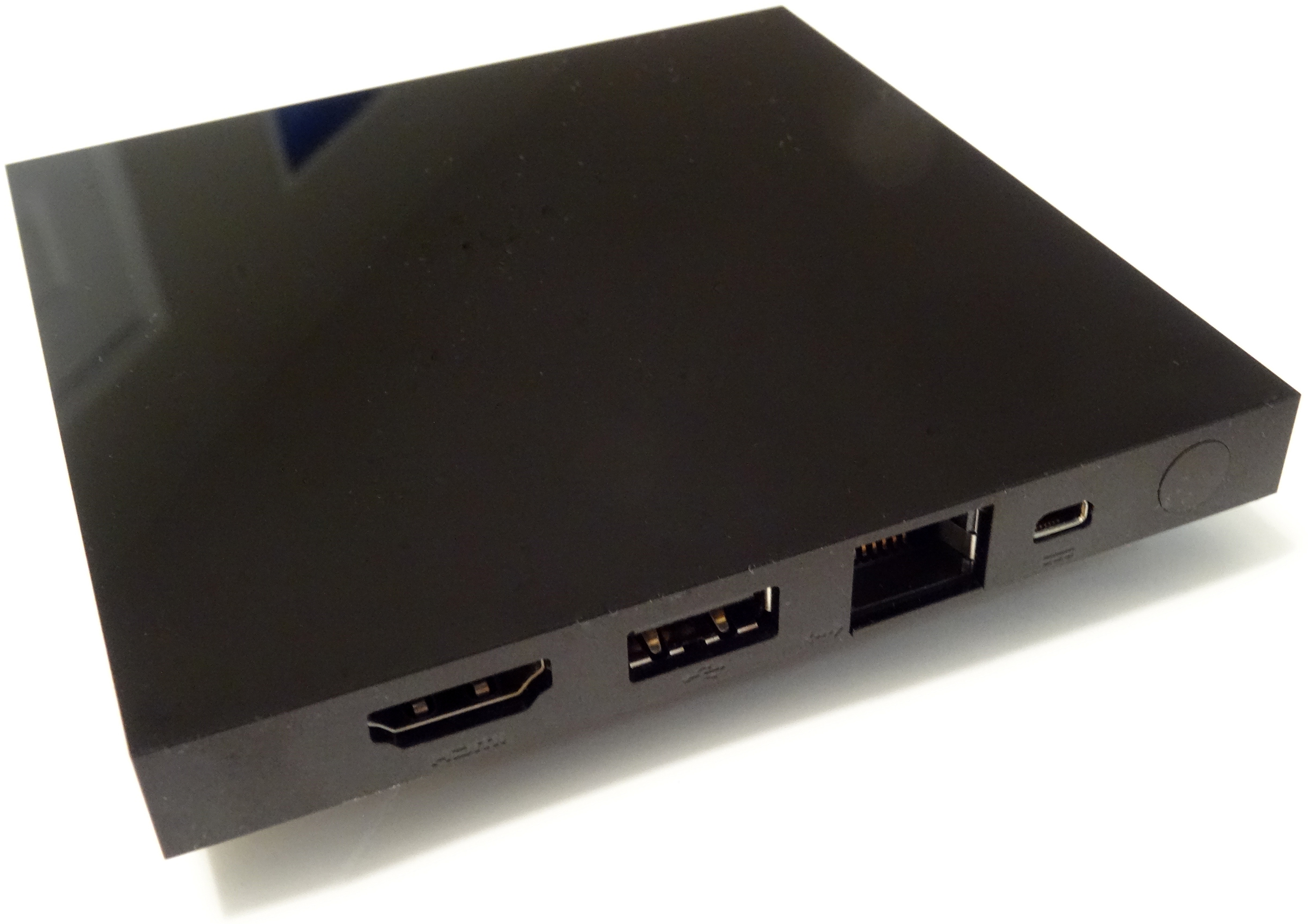
Die ADT-1-Set-Top-Box, ein Teil des offiziellen Entwicklungspakets („development kit“) für Android TV

Nutzer haben nach Anmeldung mit einem Google-Konto Zugriff auf Google Play und können aus dem Google-Playstore Mediastreaming-Apps (z. B. Netflix oder Hulu), Spiele-Apps und weitere Angebote herunterladen. Die Plattform unterstützt eine Sprachsuche, die Medien finden und Fragen beantworten (z. B. welche Filme für den Oscar eines bestimmten Jahres nominiert wurden) kann und dabei systemübergreifend funktioniert. Softwareentwickler haben mit Android TV und dem Android SDK die Möglichkeit, bestehende Android-Apps einfach an das System anzupassen und zu optimieren.
Die TV-Oberfläche ist auf der Startseite vertikal in drei Bereiche eingeteilt: Ganz oben finden sich Empfehlungen, basierend auf Sehgewohnheiten, darunter Medien-Apps, eine Liste der Eingänge, weitere Apps und Spiele. Die Bedienung erfolgt dabei mittels einer handelsüblichen Fernbedienung, einer speziellen Touch-Fernbedienung (wie sie beispielsweise bei Sony-Geräten unterstützt wird), Gamecontrollern (beispielsweise einem PlayStation-Controller) oder auch der Android-TV-App.
Weiterhin ist Google Cast in Android TV implementiert, wodurch es möglich ist, Multimedia-Inhalte von anderen Geräten (z. B. Tablets oder Smartphones) auf Android-TV-Geräte zu übertragen. Google Cast unterstützt sowohl Android-, als auch iOS-Geräte.

## Benutzeroberfläche (GUI)
Die Android-Oberfläche auf Smart-TVs erinnert an vielen Stellen an das Android-Betriebssystem auf Smartphones und dürfte daher für Android-Nutzer recht vertraut sein.

### Unter Android TV 9
Auf dem klassischen Homescreen unter Android TV-Version 9 finden sich unterschiedliche Apps und auf der linken Seite eine Leiste mit ausgewählten Apps, wohinter sich eine App-Übersicht von installierten Apps verbirgt, deren Reihenfolge angepasst werden kann.
Der neue Homescreen (auch in Versionen vor Android TV 9 verfügbar) ist moderner gestaltet und bietet auch Inhalte aus installierten Apps wie zum Beispiel Netflix oder einer Mediathek. Somit ist es möglich direkt auf dem Homescreen einen Film oder eine Serie aus einer der installierten Apps zu starten oder fortzusetzen.
Ein kleines Manko der Android-TV-Oberfläche in Version 9 ist, dass diese außerhalb entsprechender Inhalte keine 4K-Auflösung bietet. Somit werden alle Texte und Icons (z. B. von installierten Apps) in einer geringeren Auflösung angezeigt, was bei einem großen 4K-TV unscharf wirken kann. Das trifft auch für die jeweiligen Apps zu.
Die Inhalte, sprich Filme und Serien, können aber in 4K wiedergegeben werden – sofern der TV diese Auflösung generell unterstützt.
Eine 4K-Auflösung der Oberfläche selbst soll wohl erst ab Android 12 unterstützt werden.
Ein weiterer Nachteil ist die eingeblendete Werbung auf dem Homescreen, welche nicht deaktiviert werden kann. So ist ein Drittel des Homescreens mit Werbung gefüllt, z. B. Empfehlungen zu Serien auf Streamingdiensten wie Disney+.
Der größte Nachteil ist die Stabilität des Betriebssystems. Hierbei muss der Fernseher unter Umständen über das Einstellungsmenü neu gestartet werden, nicht nur mit der Ein-/Aus-Taste der Fernbedienung. Dies ist wohl darauf zurückzuführen, dass bei Android (auch bei Smartphones sowie bei anderen Betriebssystemen) bei einem einfachen Ausschalten alles in den Zwischenspeicher geschrieben wird und manche zuvor aufgetretenen Fehler somit ggf. erhalten bleiben.

## Geräte mit Android-TV
Google ist in einer Partnerschaft mit Sony, Sharp, und TP Vision, die die Plattform seit 2015 in unterstützten Fernsehern einbauen. Außerdem planen Razer und Asus den Verkauf von Set-Top-Boxen mit Fokus auf Gaming. Alle Geräte sollen dabei die Standardfunktionen wie Google Cast, Sprachsuche und den Google Play Store unterstützen.
Am 6. Januar 2016 gab Google bekannt, dass im Laufe des Jahres 2016 neben Sony, Sharp und Philips auch Geräte von Arçelik, Vestel, Hisense, TCL und Bang & Olufsen mit Android TV ausgerüstet sein sollen. In Indonesien bietet außerdem Linknet Geräte mit Android TV an.
Sony
Im Januar 2015 gab Sony auf der CES bekannt, künftig alle Bravia Geräte mit Android TV auszustatten. Ab Mitte Juni 2015 waren die ersten Geräte mit FullHD- und 4K-Panel mit Android TV von Sony verfügbar.
Sharp
Im Juni 2015 wurden die ersten beiden Modelle von Sharp mit Android TV vorgestellt, bei welchen es sich jeweils um Geräte mit 4K-Panel handelt.
Philips
Philips kündigte an, dass 80 Prozent aller Geräte, die 2015 hergestellt werden, mit Android TV ausgeliefert werden sollen. Die ersten beiden Geräte erschienen im Juni 2015.
Nvidia
Nvidia Shield ist eine Android-TV-Box, mit der auch 4K Ultra-HD-Auflösung möglich ist. Sie wurde am 3. März 2015 vorgestellt. Das Gerät wird auch als Spielkonsole vertrieben und verfügt über einen Tegra-X1-Chip mit 3 GB RAM, 16 GB internen Speicher, USB-3.0-Ports, Gigabit-Ethernet und Dual-Band-WLAN. Zur Bedienung und zum Spielen wird optional ein Gamepad mitgeliefert, welches mittels Wi-Fi Direct verbunden wird.
Xiaomi
Xiaomi Mi Box ist eine Android-TV-Box, mit der eine 4K-Auflösung, 60 fps und eine HDR-Wiedergabe möglich ist. Die Mi Box 3S wurde 2016 vorgestellt. Aktuelles Modell (Stand Januar 2019) ist die Mi Box S.
Ebenfalls sind der Xiaomi Mi Smart TV 4A sowie der Xiaomi Mi Smart TV 4S mit Android TV ausgestattet.